# Безмолвный свидетель
«Безмолвный свидетель» (англ. Dumb Witness) — детективный роман Агаты Кристи, написанный в 1937 году и впервые опубликованный издательством Collins Crime Club в том же году. Роман из серии о бельгийском сыщике Эркюле Пуаро. Это предпоследний роман, где повествование ведётся от лица капитана Гастингса.
Сначала Кристи был написан рассказ “Случай с мячиком для собаки”. Написан он был в 1933 году, но Кристи решила его тогда не публиковать, а переработать в роман. Так через три года, в 1936 году, появился роман “Немой свидетель”. А рассказ считался утерянным, и был найден среди вещей Кристи только в 2004 году. И в 2009 году был впервые опубликован. На русском “Случай” тоже выходил и его можно прочитать. Cahier.ru
Книга начинается с необычного посвящения:
Дорогому другу и непритязательному спутнику псу Питеру посвящаю
Посвящение, к слову, далеко неслучайно: по сюжету книги, на пса Боба настоящий убийца пытается свалить всю вину за смерть его хозяйки – подкинув на ступеньки собачий мячик (то есть роман, в котором животное играет определенную роль, писательнице показалось логичным посвятить своему четвероногому другу). Реальный же, невымышленный терьер Питер стал для Агаты Кристи утешением после ухода первого мужа. Livelib.ru

## Сюжет
Действие романа происходит в Беркшире, в имении леди Аренделл, богатой пожилой дамы, которая окружена алчными родственниками. Леди Аренделл падает с лестницы, и все считают, что она споткнулась о мячик, оставленный её любимым фокстерьером Бобом. Леди Аренделл умирает, и всё её имущество переходит к компаньонке — мисс Лоусон. Эркюль Пуаро получает письмо, написанное перед смертью старой леди, и хотя уже слишком поздно спасти её жизнь, ещё есть время найти убийцу. Пуаро приходится работать с самым необычным за всю его практику свидетелем, псом Бобом. Распутывая преступление, Пуаро и Гастингс привязываются к псу, а в конце романа Боб становится новым питомцем Гастингса.

## Персонажи романа
- Эркюль Пуаро — бельгийский сыщик
- Капитан Гастингс — друг и помощник Пуаро
- Боб — фокстерьер мисс Аренделл
- Тереза Аренделл — племянница Леди Аренделл, дочь её брата Тома
- Доктор Рекс Дональдсон — жених Терезы
- Чарльз Аренделл — племянник Леди Аренделл, сын её брата Тома
- Белла Таниос — племянница Леди Аренделл, дочь её сестры Арабеллы
- Доктор Джейкоб Таниос — муж Беллы
- Вильгельмина Лоусон — компаньонка и наследница Леди Аренделл
- Мисс Пибоди — подруга мисс Аренделл
- Доктор Грейнджер — лечащий врач мисс Аренделл
- Сёстры Джулия и Изабель Трипп — экстрасенсы-любительницы, приятельницы Вильгельмины Лоусон

## Связь с другими произведениями Агаты Кристи
В восемнадцатой главе романа Эркюль Пуаро упоминает о других убийствах, которые он расследовал, в частности «Смерть в облаках» (1935), «Загадочное происшествие в Стайлзе» (1920), «Убийство Роджера Экройда» (1926), и «Тайна „Голубого поезда“» «Я размышляю о разных людях: о красивом молодом Нормане Гейле, о грубовато-добродушной Эвелин Говард, приятном докторе Шеппарде, спокойном, рассудительном Найтоне».

## Экранизация
В 1996 году роман лёг в основу одного из эпизодов британского телесериала «Пуаро Агаты Кристи» с Дэвидом Суше в главной роли. Фильм снимался в Озёрном крае.
Сюжет фильма расходится с первоисточником. В частности, в конце романа фокстерьер Боб становится новым питомцем Гастингса, а в фильме Пуаро оставляет Боба на попечение сестер Трипп.